# Sheffield (Alabama)
Sheffield ist eine US-amerikanische Stadt in Alabama. Sie liegt im Colbert County und hatte 2020 8901 Einwohner. In Sheffield befand sich das in der Musikwelt anerkannte Muscle Shoals Sound Studio. Sheffield ist auch Geburtsort des früheren Senators und Präsidentschaftskandidaten Fred Thompson.

## Geographie
Sheffields geographische Koordinaten sind 34° 46′ N, 87° 42′ W (34,759721, −87,694592).
Nach den Angaben des United States Census Bureaus hat die Stadt eine Fläche von 17,1 km², wovom 17,0 km² auf Land und 0,1 km² (= 0,46 %) auf Gewässer entfallen.

## Geschichte
Acht Bauwerke und Stätten in Sheffield  sind im National Register of Historic Places aufgeführt, darunter der Sheffield Downtown Commercial Historic District (Stand 12. Juli 2019).

## Demographie
Zum Zeitpunkt des United States Census 2000 bewohnten Sheffield 9652 Personen. Die Bevölkerungsdichte betrug 568,1 Personen pro km². Es gab 4760 Wohneinheiten, durchschnittlich 280,2 pro km². Die Bevölkerung Sheffields bestand zu 71,21 % aus Weißen, 26,21 % Schwarzen oder African American, 0,39 % Native American, 0,28 % Asian, 0,04 % Pacific Islander, 0,57 % gaben an, anderen Rassen anzugehören und 1,30 % nannten zwei oder mehr Rassen. 1,50 % der Bevölkerung erklärten, Hispanos oder Latinos jeglicher Rasse zu sein.
Die Bewohner Sheffields verteilten sich auf 4243 Haushalte, von denen in 27,2 % Kinder unter 18 Jahren lebten. 43,3 % der Haushalte stellten Verheiratete, 16,7 % hatten einen weiblichen Haushaltsvorstand ohne Ehemann und 36,1 % bildeten keine Familien. 32,5 % der Haushalte bestanden aus Einzelpersonen und in 15,5 % aller Haushalte lebte jemand im Alter von 65 Jahren oder mehr alleine. Die durchschnittliche Haushaltsgröße betrug 2,27 und die durchschnittliche Familiengröße 2,87 Personen.
Die Stadtbevölkerung verteilte sich auf 23,7 % Minderjährige, 8,0 % 18–24-Jährige, 26,6 % 25–44-Jährige, 22,6 % 45–64-Jährige und 19,0 % im Alter von 65 Jahren oder mehr. Das Durchschnittsalter betrug 39 Jahre. Auf jeweils 100 Frauen entfielen 85,5 Männer. Bei den über 18-Jährigen entfielen auf 100 Frauen 80,6 Männer.
Das mittlere Haushaltseinkommen in Sheffield betrug 26.673 US-Dollar und das mittlere Familieneinkommen erreichte die Höhe von 33.877 US-Dollar. Das Durchschnittseinkommen der Männer betrug 30.378 US-Dollar, gegenüber 18.033 US-Dollar bei den Frauen. Das Pro-Kopf-Einkommen in Sheffield war 16.022 US-Dollar. 18,7 % der Bevölkerung und 16,5 % der Familien hatten ein Einkommen unterhalb der Armutsgrenze, davon waren 27,5 % der Minderjährigen und 10,4 % der Altersgruppe 65 Jahre und mehr betroffen.

## Söhne und Töchter der Stadt
- Willie Ruff (1931–2023), Jazzmusiker und Hochschullehrer
- Fred Thompson (1942–2015), Schauspieler
- Jimmy Johnson (1943–2019), Gitarrist